# Nortriptylin
Nortriptylin ist der aktive Metabolit des trizyklischen Antidepressivums (TZA) Amitriptylin. Trotz derselben Wirkweise hat Nortriptylin weniger stark ausgeprägte Nebenwirkungen. Deswegen gilt es als ein TZA der zweiten Generation. Nortriptylin ist in Deutschland zur Behandlung von Depressionen zugelassen. Es wird zudem bei der Therapie von Enuresis, Migräne, chronischen Schmerzen und ADHS verwendet.

## Wirkungsmechanismus
Nortriptylin wirkt u. a. als FIASMA (funktioneller Hemmer der sauren Sphingomyelinase). Es hemmt die Wiederaufnahme von Serotonin und Noradrenalin durch Blockieren der Serotonin- und Noradrenalin-Transporter. Die dadurch entstehende erhöhte Konzentration im synaptischen Spalt verstärkt die Reizweiterleitung. Zudem besitzt Nortriptylin eine schwache Affinität zum Dopamin-Transporter.
Nortriptylin wirkt schlafverbessernd, da es H1- und 5-HT2A-Rezeptoren antagonisiert.

## Metabolisierung
Die Metabolisierung erfolgt in der Leber durch das Enzym Cytochrom P450 2D6. Genetische Variationen des für Cytochrom P450 2D6 kodierenden Gens können Metabolisierung und Wirkstoffkonzentration im Körper beeinflussen.

## Unerwünschte Wirkungen
Wie bei anderen trizyklischen Antidepressiva stehen bei den Nebenwirkungen vor allem anticholinergen Effekte im Vordergrund.

## Anwendung bei Kindern und Jugendlichen
Nortriptylin wird nicht zur Behandlung von Depressionen bei Kindern und Jugendlichen unter 18 Jahren empfohlen.

## Anwendung während der Schwangerschaft und Stillzeit
Zur Anwendung von Nortriptylin in der Schwangerschaft liegen keine ausreichenden Erfahrungen vor. Nortriptylin ist der aktive Metabolit von Amitriptylin. Amitriptylin zeigte bei verschiedenen Tierspezies nach sehr hohen Dosen fetotoxische und teratogene Effekte. Das potentielle Risiko für den Menschen ist nicht bekannt. Nortriptylin sollte während der Schwangerschaft, insbesondere im ersten sowie im letzten Schwangerschaftsdrittel nicht angewendet werden, es sei denn, dies ist dringend erforderlich. Nach Gabe höherer Dosierungen von Antidepressiva vor der Geburt wurden beim Neugeborenen Entzugserscheinungen in Form von Störungen der Herz- und Atemfunktion, Harn- und Stuhlentleerung sowie Unruhe beobachtet.

## Handelsnamen
Aventyl (USA, CDN), Pamelor (USA), Nortrilen (EU, D), Nortriptylin (D)